# Pteropus dasymallus
El Zorro volador de Ryukyu es una especie de murciélago de la familia Pteropodidae. Se encuentra en Japón , Taiwán y las islas Batanes y Babuyan de Filipinas . Su hábitat natural son los bosques secos tropicales o subtropicales y los pantanos tropicales o subtropicales . Está amenazado por la pérdida de hábitat y por la caza para su alimentación y la UICN lo clasifica como " vulnerable ".

## Subespecies
- P. d. daitoensis
- P. d. dasymallus
- P. d. formosus
- P. d. inopinatus
- P. d. yayeyamae

## Distribución geográfica
Se encuentra en Japón, Taiwán y en las islas Batanes y Babuyan en Filipinas.

## Hábitat
Su hábitat natural son: zonas tropicales o subtropicales, de bosques áridos y pantanos.

## Estado de conservación
Se encuentra amenazada de extinción por la pérdida de su hábitat natural